# Pelastoneurus pedunculatus
Pelastoneurus pedunculatus är en tvåvingeart som beskrevs av Octave Parent 1933. Pelastoneurus pedunculatus ingår i släktet Pelastoneurus och familjen styltflugor. Inga underarter finns listade i Catalogue of Life.